# Venus Veldhoen
Venus Veldhoen (Amsterdam, 12 december 1968) is een Nederlandse (portret)fotograaf en kunsthistoricus. Veldhoen volgde van 1992 tot 1996 de opleiding Fotografie aan de Gerrit Rietveld Academie in Amsterdam en studeerde van 2006 tot 2013 kunstgeschiedenis aan de UvA. Haar masterscriptie ging over Claude Cahun.
Sinds 2010 is zij docente aan verschillende foto-vakscholen. Haar eigen projecten hebben met name betrekking op multiculturele onderwerpen. Daarnaast is zij werkzaam voor tijdschriften, pr-bureaus, uitgeverijen, vormgevingsbureaus en diverse hulporganisaties.
In december 2023 verscheen haar eerste fotoboek, met ruim 150 portretten die zij in de afgelopen dertig jaar maakte. Portretten van haar vader en andere Amsterdammers, maar ook van punks in China, dakloze kinderen in Mexico, vrouwen in Zuid-Soedan, monniken in Thailand en yogi’s in India. 

## Werk in openbare collecties (selectie)
- Amsterdam Museum
- Stadsarchief Amsterdam
- Gemeentemuseum Den Haag
- Joods Historisch Museum

## Persoonlijk
Venus Veldhoen is een dochter van schilder Aat Veldhoen.

## Publicaties
- Venus Veldhoen - monografie, Lecturis, 2023 ISBN 9789462264830